# Principe d'identité
Le principe d'identité affirme qu'une chose, considérée sous un même rapport, est identique à elle-même. 
On l'exprime sous la forme : « ce qui est est » (A est A) et « ce qui n'est pas n'est pas » : il y a cohérence de l'être, la réalité a une certaine immuabilité, l'arbre reste arbre : il y a cohérence de la connaissance ou du langage, toute désignation doit conserver une permanence, le mot « arbre » doit désigner l'arbre. Le principe d'identité présente donc deux versions. La version ontologique (sur l'être) dit : « Une chose est ce qu'elle est. » La version logique (sur la connaissance formelle) dit : « Ce qui est vrai est vrai ». 
Le principe logique d'identité est le premier des quatre grands principes logiques de l'Antiquité : principe d'identité, principe de non-contradiction (« une proposition ne peut être à la fois vraie et fausse »), principe du tiers exclu (« une proposition et sa négation ne peuvent être toutes deux fausses »), ou, selon une autre triade, principe de non-contradiction et d'identité, principe du tiers exclu, principe de raison suffisante.

## Historique
Le principe d'identité se trouve de façon implicite chez Parménide (vers 450 av. J.-C.).

« L’être embrasse au plus près l’être. »

Platon isole cinq « genres de l'être » : Être (et Néant), Repos et Mouvement, Même (Identité) et Autre. Selon Jean-Paul Dumont, il énonce le principe d'identité dans ce passage :

« Qu’on leur adresse la parole avec l'intention de s'éclairer sur un de leurs dires, c'est une chose unique qu'ils se contentent de signifier, la même toujours. »

Dans Le Parménide, le principe figure sous forme de la première hypothèse : l'Un, c'est l'Un (Platon, Le Parménide, 137c), de sorte qu'il n'est ni tout ni parties, ni droit ni circulaire (donc sans figure), ni en soi-même ni en autre chose (donc il n'est pas dans l'espace), ni en repos ni en mouvement, ni identique ni différent, ni semblable ni dissemblable, ni égal ni inégal, ni plus vieux ni plus jeune (il n'est pas dans le temps), il échappe à l'être et à la connaissance.
Aristote ne présente pas le principe de façon explicite. Dans ses Analytiques, ouvrage pionnier dans le développement des théories logiques, il propose une syllogistique qui utilise le principe « A = A » sans l’expliciter.
Les stoïciens transposent le principe d'identité de l'ontologie à la logique : « Si le premier, alors le premier », « Si a, alors a »[réf. nécessaire]. Et ils font de ce principe la loi fondamentale de la logique. 
Thomas d'Aquin, vers 1270, doute du fondement ontologique.

« Certaines relations ne sont pas réellement inhérentes aux sujets dont elles sont prédiquées. Cela peut se remarquer des deux termes, lorsqu’on dit par exemple que le même est même que le même. Cette relation d’identité se multiplierait à l’infini si quelque chose était semblable à lui-même d’une relation ajoutée. N’importe quoi est évidemment semblable à lui-même. Cette relation est donc purement de raison, car c’est cette faculté qui prend une seule et même réalité pour chacun des termes de la relation. »

Pour Leibniz, le principe d'identité des indiscernables équivaut au principe de non-contradiction[réf. nécessaire].
Kant, dans sa Logique, lie principe d'identité et principe de non-contradiction, et ces deux aux jugements problématiques. 

« Nous pouvons poser ici trois principes comme critères universels de la vérité, simplement formels et logiques, ce sont : 1) le principe de contradiction et d'identité (principium contradictionis et identitatis) par lequel la possibilité interne d'une connaissance est déterminée pour des jugements problématiques, 2) le principe de raison suffisante (principium rationis sufficientis) (...) pour les jugements assertoriques ; le principe du tiers exclu (principium exclusi medii inter duo contradictoria) (...) pour des jugements apodictiques. (...) Les jugements sont problématiques, assertoriques ou apodictiques. Les jugements problématiques sont accompagnés de la conscience de la simple possibilité, les assertoriques de la conscience de la réalité, les apodictiques enfin de la conscience de la nécessité du jugement. »

La philosophie de Fichte part du principe A = A. Le premier principe du Fondement d'une doctrine de la science (1794), qui repose sur le principe d'identité, dit que « le Moi pose originellement simplement son propre être. » Le deuxième principe, qui repose sur le principe de non-contradiction, dit que le Moi n'est pas Non-Moi. 
Hegel tient le principe de l'identité pour un préjugé de l'entendement abstrait.
Spir, dans Denken und Wirklichkeit (1877) (Pensée et réalité), considère le principe d'identité comme étant la base de la connaissance. Mais la comparaison avec la réalité, faite à travers l'expérience, montre que ce principe est constamment démenti, on peut donc en déduire non seulement l'impossibilité de justifier rationnellement les modalités d'être de la réalité, mais jusqu'à son existence même. De cette manière le principe d'identité, d'épistémologique devient ontologique.  
Selon George Edward Moore, le verbe être désigne plusieurs idées, il marque tantôt l’existence (« Je suis »), tantôt l’attribution (« Je suis mortel »), tantôt l’identité (« Je suis Moore »), tantôt l’appartenance (« Je suis un homme »)[réf. nécessaire].
Le principe d'identité est l'un des principes fondamentaux de l'objectivisme d'Ayn Rand. La troisième partie de son célèbre roman La Grève s'intitule "A est A".